# Euphorbia odontophora
Euphorbia odontophora es una especie fanerógama perteneciente a la familia de las euforbiáceas. Es endémica de Kenia.

## Descripción
Es una planta suculenta perennifolia con una raíz carnosa y  ramas entrelazadas que alcanza un tamaño de 40 cm de alto, ramas tetrangulares, de ± 1 cm de grosor, los ángulos con dientes prominentes de ± 1,5 cm de largo; espinosas.

## Ecología
Se encuentra en las colina de piedra arenisca de las canteras de cuarcita y ricas en rocas metálicas, en los bosques de Acacia-Commiphora, en campos ricos en flora herbácea, en crestas de piedra arenisca, con mucha roca desnuda; a una altitud de 450-500 metros.
Tiene afinidad con Euphorbia glochidiata.

## Taxonomía
Euphorbia odontophora fue descrita por Susan Carter Holmes y publicado en Hooker's Icones Plantarum 39: t.3855. 1982.
Etimología
Euphorbia: nombre genérico que deriva del médico griego del rey Juba II de Mauritania (52 a 50 a. C. - 23), Euphorbus, en su honor – o en alusión a su gran vientre –  ya que usaba médicamente Euphorbia resinifera. En 1753 Carlos Linneo asignó el nombre a todo el género.
odontophora: epíteto latino que significa "con dientes"